# سانتو دومینگو (تاچیرا)
سانتو دومینگو (به اسپانیایی: Santo Domingo) یک منطقهٔ مسکونی در ونزوئلا است که در ایالت تاچیرا واقع شده‌است.